# The Office/Episodenliste
Diese Episodenliste enthält alle Episoden der britischen Comedyserie The Office. Die Serie umfasst zwei Staffeln mit insgesamt zwölf Episoden und zwei Weihnachtsspecials. Für Drehbuch und Regie waren bei allen Folgen Ricky Gervais und Stephen Merchant verantwortlich.

## Staffel 1 (2001)
Die Erstausstrahlung der ersten Staffel erfolgte im Sommer 2001 auf BBC Two. In Deutschland war sie erstmals 2006 auf Sat.1 Comedy zu sehen. Sie enthält sechs Episoden von je ca. 30 Minuten Länge.

### 1. Rationalisierung (Downsize)
Erstausstrahlung: 9. Juli 2001 auf BBC Two (DE: 10. Juni 2006 auf Sat.1 Comedy)
Die Zweigniederlassung der Papier-Großhandelsfirma Wernham Hogg in Slough soll mit der in Swindon zusammengelegt werden. Geschäftsführer David Brent wird von seiner Vorgesetzten Jennifer Taylor-Clark dazu aufgefordert, Einsparungen vorzunehmen. Um seine vermeintliche Beliebtheit bei der Belegschaft nicht zu gefährden, behauptet Brent gegenüber dieser jedoch, dass es keine Kündigungen geben werde. Teamleiter Gareth und Sachbearbeiter Tim streiten sich über ein Heftgerät. Mit der Absicht, sich gegenüber der neuen Aushilfskraft Ricky als talentierter Spaßmacher darzustellen, erzählt David der Rezeptionistin Dawn, dass sie wegen des Diebstahls von Post-it-Zetteln gefeuert sei. Sie bricht in Tränen aus. Nach Aufklärung der Situation beschimpft sie ihren Chef.

### 2. Berufserfahrung (Work Experience)
Erstausstrahlung: 16. Juli 2001 auf BBC Two (DE: 17. Juni 2006 auf Sat.1 Comedy)
David stellt Donna, die Tochter seines besten Freundes, ein. Jennifer Taylor-Clark berichtet, dass Neil Godwin, der Leiter der Außenstelle in Swindon, bereits konkrete Einsparmaßnahmen entwickelt und Personal entlassen habe. David erfindet daraufhin die Kündigung einer nicht existierenden Mitarbeiterin aus dem Lager. Als auf Tims PC Beweise auftauchen, dass er eine pornografische Fotomontage mit einem Bild von David erstellt hat, will David ihm kündigen. Doch es stellt sich heraus, dass sie tatsächlich von Außendienstmitarbeiter und Davids Freund Chris Finch an dem Gerät erstellt wurde. Jennifer gibt David zu verstehen, dass er nicht mit zweierlei Maß messen dürfe. David tut daraufhin so, als würde er Finch telefonisch kündigen.

### 3. Das Quiz (The Quiz)
Erstausstrahlung: 23. Juli 2001 auf BBC Two (DE: 24. Juni 2006 auf Sat.1 Comedy)
David plant für die Belegschaft einen Quizabend, bei dem er zusammen mit Chris Finch antritt. Ricky eröffnet David, dass er schon einmal erfolgreich an der Quizshow Blockbusters teilgenommen habe. David versucht darauf mit ihm über Dostojewski zu fachsimpeln, muss dafür jedoch immer wieder heimlich in einem Lexikon nachschlagen. Tim feiert seinen 30. Geburtstag und bekommt von Dawn und ihrem Verlobten Lee einen riesigen Ballon in Penis-Form geschenkt. David und Chris verlieren beim Quizabend knapp gegen Ricky und Tim. Da sie sich nicht mit der Niederlage abfinden können, ändern sie kurzerhand die Regeln: Sie haben trotzdem gewonnen, wenn es Chris gelingt, Tims Schuhe über das Gebäude zu werfen.

### 4. Schulung (Training)
Erstausstrahlung: 30. Juli 2001 auf BBC Two (DE: 1. Juli 2006 auf Sat.1 Comedy)
In der Firma findet eine Mitarbeiterschulung zum Thema Kundenbindung statt. David geht dem Coach auf die Nerven, indem er sich immer wieder in den Mittelpunkt stellt und zuletzt sogar seine Gitarre holt, um Lieder seiner ehemaligen Band vorzuspielen. Dawn streitet mit Lee. Tim verkündet, die Firma verlassen zu wollen. Im selben Atemzug fragt er Dawn, ob sie mit ihm ausgehen will, jetzt, wo sie sich von Lee getrennt habe. Sie antwortet, sich wieder mit ihm versöhnt zu haben und Tim verlässt peinlich berührt den Raum.

### 5. Die Neue (New Girl)
Erstausstrahlung: 13. August 2001 auf BBC Two (DE: 8. Juli 2006 auf Sat.1 Comedy)
Tim verkündet, Psychologie studieren zu wollen. Als Donna zugibt, Sex mit einem Arbeitskollegen gehabt zu haben, ist David wenig begeistert, da er das Gefühl hat, für sie verantwortlich zu sein. Gareth interpretiert die Geschichte so, dass Donna leicht zu haben sei, und macht sich erfolglos an sie ran. Ein Mann und eine Frau bewerben sich bei David als Assistenz. Davids Präferenzen sind von Anfang klar und offensichtlich ist die Attraktivität der Frau das einzige Einstellungskriterium. Als er sie mit seinen Fußballkünsten beeindrucken will, gibt David ihr versehentlich eine Kopfnuss. Am Abend sind David, Gareth, Tim und Chris Finch im Club Chasers. Bei ihren Flirtversuchen ist nur Chris erfolgreich. Es stellt sich heraus, dass Ricky der Kollege ist, mit dem Donna etwas angefangen hat.

### 6. Entscheidungen (Judgement)
Erstausstrahlung: 20. August 2001 auf BBC Two (DE: 15. Juli 2006 auf Sat.1 Comedy)
Jennifer eröffnet David, dass sie zur Teilhaberin von Wernham Hogg ernannt wurde und David ihren alten Posten übernehmen könnte. Der Standort in Slough würde jedoch in den in Swindon integriert werden und nur ein Teil der Belegschaft könnte übernommen werden. David willigt ohne Zögern ein. Seine Mitarbeiter sind sichtlich geschockt und enttäuscht. Abends im Chasers erzählt David, dass er sich doch umentschieden und die Beförderung abgelehnt habe. Tatsächlich ist der Grund für die nicht erfolgte Beförderung jedoch, dass bei ihm bei einer medizinischen Untersuchung Bluthochdruck diagnostiziert wurde. Tim erzählt Donna, dass er nun doch im Unternehmen bleibe, weil er befördert wurde.

## Staffel 2 (2002)
Die Erstausstrahlung der zweiten Staffel erfolgte im Herbst 2002 auf BBC Two. In Deutschland war sie erstmals im Sommer 2006 auf Sat.1 Comedy zu sehen. Sie enthält sechs Episoden von je ca. 30 Minuten Länge.

### 7. Übernahme (Merger)
Erstausstrahlung: 30. September 2002 auf BBC Two (DE: 22. Juli 2006 auf Sat.1 Comedy)
Der Standort in Swindon wird geschlossen und ein Teil der Belegschaft arbeitet fortan in Slough. Neil Godwin ist nun Davids Vorgesetzter. David versucht die neuen Mitarbeiter mit anzüglichen Witzen für sich zu gewinnen, woraufhin diese sich bei Jennifer beschweren. David fordert die Neuen daraufhin dazu auf, sich anzupassen. Gareth und Tim streiten darüber, wer mit der neuen, attraktiven Mitarbeiterin Rachel flirten darf. Tim verhält sich seit seiner Beförderung autoritär gegenüber Dawn und hat wenig Zeit für sie, was diese sichtlich stört. Als sie schließlich doch wieder miteinander flirten, werden sie von Lee erwischt.

### 8. Bewertung (Appraisals)
Erstausstrahlung: 7. Oktober 2002 auf BBC Two (DE: 29. Juli 2006 auf Sat.1 Comedy)
David führt Personalgespräche mit seinen Mitarbeitern. Er erfährt von den neuen Kollegen, dass sie ihren alten Arbeitsplatz besser fanden und Neil der witzigere Boss gewesen sei. Auch die alte Belegschaft scheint sich gut mit Neil zu verstehen. David versucht daraufhin auf unterschiedlichen Wegen, sich selbst beliebter und Neil unbeliebter zu machen. Rachel fragt Dawn, ob Tim eine Freundin habe. Als diese verneint, verabredet sie sich mit ihm, worauf Dawn und Garreth eifersüchtig reagieren.

### 9. Party (Party)
Erstausstrahlung: 14. Oktober 2002 auf BBC Two (DE: 5. August 2006 auf Sat.1 Comedy)
Im Büro wird ausgiebig Trudys Geburtstag gefeiert. Tim und Gareth wollen beide Rachel beeindrucken, indem sie versuchen, von ihr erdachte Mutproben zu bestehen. David wird von einer Unternehmensberatung angefragt, für sie als Coach zu arbeiten. Anschließend gibt er vor seiner Belegschaft mit der Höhe der Gage an. Auch Neil wird angefragt, aber lehnt ab, weil er nicht glaube, dass man in einem Kurs lernen könne, eine gute Führungspersönlichkeit zu sein.

### 10. Motivationstraining (Motivation)
Erstausstrahlung: 21. Oktober 2002 auf BBC Two (DE: 12. August 2006 auf Sat.1 Comedy)
Tim und Rachel flirten und küssen sich auf der Arbeit, was Dawn sichtlich irritiert. David ist beleidigt, als er erfährt, dass die Belegschaft Kosenamen für ihn hat. Neil ist mit Davids Arbeit unzufrieden. Bei seinem ersten Coaching kommt Davids extravaganter Stil nicht gut an.

### 11. Spendensammlung (Charity)
Erstausstrahlung: 28. Oktober 2002 auf BBC Two (DE: 19. August 2006 auf Sat.1 Comedy)
Am Red Nose Day werden im Büro mit vielen ausgefallenen Aktionen Spenden für einen guten Zweck gesammelt. David bekommt von Neil eine mündliche Verwarnung, weil er einen Bericht nicht rechtzeitig fertiggestellt hat. Nach der dritten Verwarnung würde ihm gekündigt. David erwidert, Neil solle ihm lieber gleich kündigen. Nach Rücksprache eröffnen Jennifer und Neil David, dass sich das Unternehmen tatsächlich sofort von ihm trennen wird.

### 12. Kündigung (Interview)
Erstausstrahlung: 4. November 2002 auf BBC Two (DE: 26. August 2006 auf Sat.1 Comedy)
Tim trennt sich von Rachel. Als er erfährt, dass Dawn mit Lee für sechs Monate in die USA ziehen will, gesteht er ihr offenbar seine Liebe (seine Worte sind nicht zu hören, weil er vorher das Mikrofon abnimmt), kann sie jedoch nicht von ihrem Plan abbringen. Neil bietet Tim an, die kommissarische Leitung des Standorts zu übernehmen. Er lehnt ab und schlägt stattdessen Gareth vor.
David verabschiedet sich von seinen Mitarbeitern, die nur wenig Interesse daran zeigen. Eine Journalistin eines Branchenmagazins interviewt David und er versucht vergeblich, ihr vorzugeben, was sie über ihn schreiben soll. Seine Pläne, ab jetzt in Vollzeit als Coach zu arbeiten, zerschlagen sich, als ihm mitgeteilt wird, dass die Unternehmensberatung nicht mehr mit ihm zusammenarbeiten möchte. Daraufhin bettelt David bei Neil und  Jennifer, seine Stelle behalten zu dürfen.

## Weihnachts-Special (2003)
Das zweiteilige Weihnachts-Special hatten eine Länge von jeweils 45 Minuten und wurde Weihnachten 2003 auf BBC One ausgestrahlt. Die deutsche Erstausstrahlung erfolgte im September 2006 auf Sat.1 Comedy.

### 13. Weihnachts-Special 1 (Christmas Special, Part 1)
Erstausstrahlung: 26. Dezember 2003 auf BBC One (DE: 2. September 2006 auf Sat.1 Comedy)
Die Dokumentation über das Büro war so erfolgreich, dass David jetzt einen Agenten hat und als C-Promi in Clubs auftritt. Tagsüber arbeitet er als Vertreter für Reinigungsutensilien. Er besucht noch regelmäßig das Büro, obwohl er seinen ehemaligen Arbeitgeber nach der Kündigung erfolgreich verklagt hatte. Das Geld der Entschädigung hat er für die Produktion einer erfolglosen Pop-Single ausgegeben. Nachdem David behauptet hat, zur Weihnachtsfeier ein Date mitzubringen, hilft Gareth ihm dabei, ein Profil bei einer Singlebörse zu erstellen. Dawn und Lee leben schon seit einigen Jahren in Florida und arbeiten dort schwarz für ihre Verwandten, weil sie keine Arbeitserlaubnis haben. Lee hat Dawn überzeugt, ihren Traum, Illustratorin zu werden, aufzugeben. Die BBC zahlt ihnen den Flug, um bei der Weihnachtsfeier sein zu können.

### 14. Weihnachts-Special 2 (Christmas Special, Part 2)
Erstausstrahlung: 27. Dezember 2003 auf BBC One (DE: 2. September 2006 auf Sat.1 Comedy)
Neil verbietet David, weiterhin unangemeldet im Büro aufzutauchen. Davids Verabredungen mit Frauen von der Singlebörse verlaufen zunächst erfolglos. Doch mit Carol, einem Blind Date, das er auf die Weihnachtsfeier eingeladen hat, versteht er sich sehr gut. Sie wollen sich bald wiedersehen. Dawn und Lee verlassen die Party schon früh, doch als Dawn im Taxi ihr Wichtelgeschenk öffnet, sieht sie, dass es von Tim ist. Es ist ein Kasten mit Ölfarben und der Nachricht „Gib niemals auf“. Dawn kehrt zur Weihnachtsfeier zurück, küsst Tim und erklärt, nicht mehr mit Lee verlobt zu sein.